# Palacio Falabella
El Palacio Falabella es un inmueble ubicado en la avenida Pedro de Valdivia 963, Providencia, Santiago, Chile, construido en estilo neorrenacentista en 1924. En la actualidad es utilizado como sede de la Municipalidad de Providencia. Fue declarado Monumento Nacional por medio del decreto ley n.º 737, del 10 de julio de 1998, promulgado durante el gobierno del presidente Eduardo Frei Ruiz-Tagle.

## Arquitectura

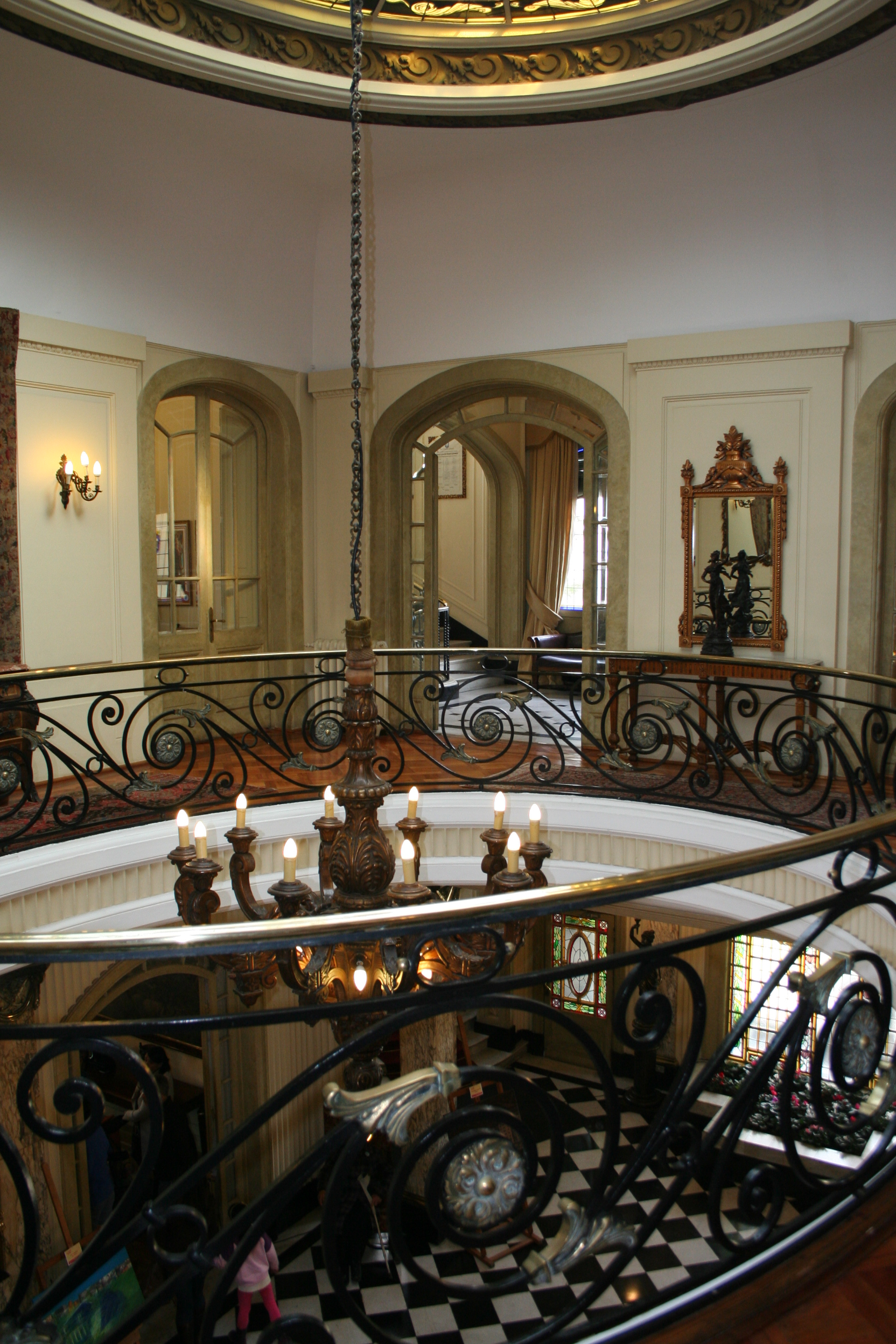
Pasillo del segundo piso.

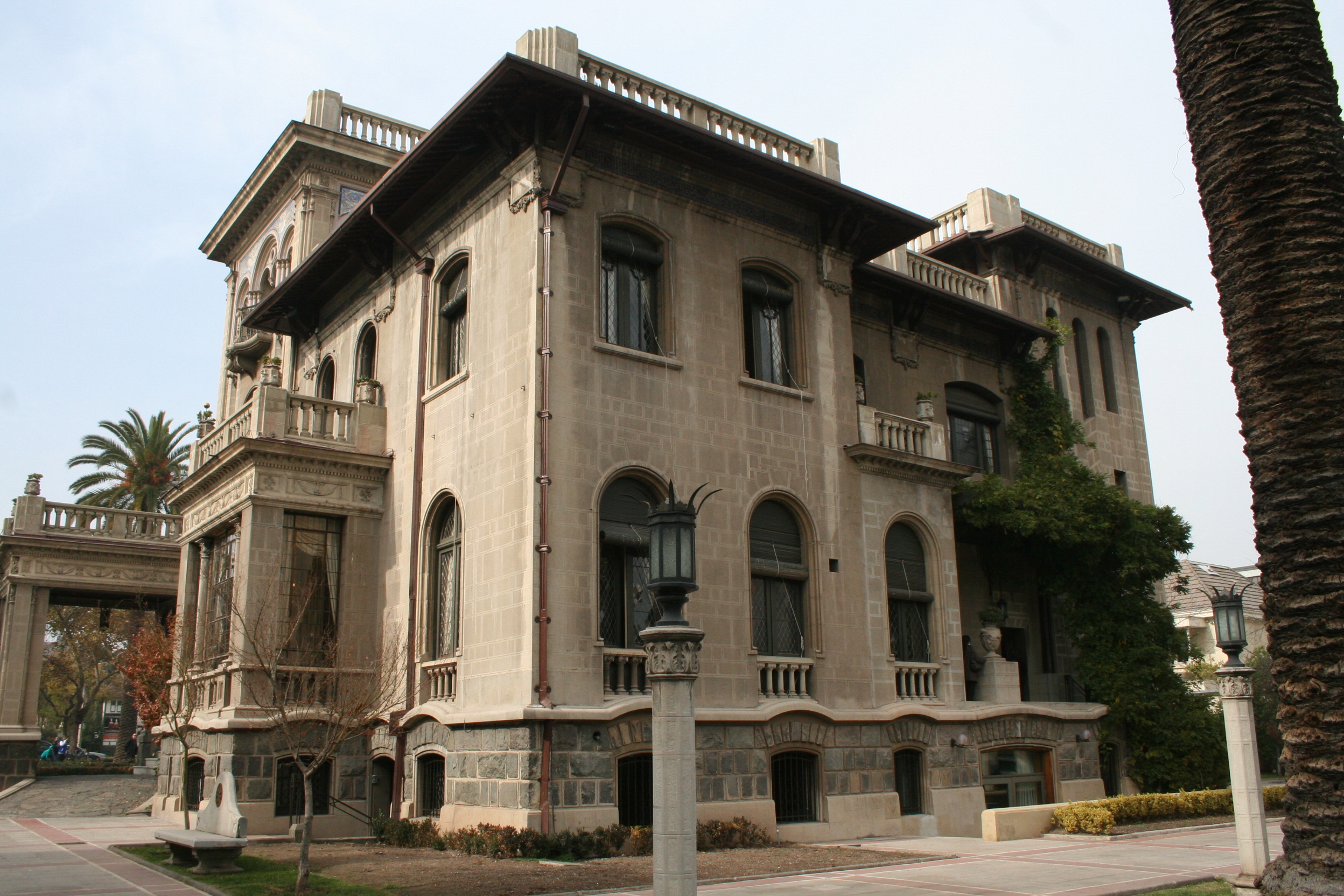
Fachada posterior del Palacio Falabella.

La construcción del inmueble se hizo con estilo neorrenacentista de tres plantas más un piso zócalo, adornado con mosaicos de tipo florentino en sus ventanas realizados por el artista italiano Aristodemo Lattanzi Borghini, columnas de mármol con su capitel de bronce en el hall central y un vitral ovalado en el mismo espacio.[cita requerida] En el techo del segundo piso donde esta el un gran vitral pende una gran lámpara de madera francesa de estilo rococó que ilumina el gran hall de entrada.[cita requerida]
En la planta principal se encuentran los salones en los que destaca la madera de sus muros en algunos espacios y detalles de copones. El segundo piso estaba destinado a las habitaciones de la familia y en el tercer piso se encuentra una terraza que da una vista casi en 360 grados a todo el terreno que ocupa el palacio. En el zócalo se encontraba la sala de juegos, servicios y la sala de fumar de la cual destacan las citas del Corán, en idioma persa.[cita requerida] El verde del entorno del inmueble, aunque ha disminuido por construcciones posteriores, es característico del estilo, en él se encuentra un jardín de estilo romano, una terraza y pérgola.[cita requerida]
Al ser comprado se le realizaron algunas modificaciones como el reemplazo del revestimiento de la actual sala de espera del alcalde, cuyos muros estaban lacados en negro como salón chino.

## Historia
En 1895, fue abierta la avenida Pedro de Valdivia, con lo que se creó un nuevo lote de terrenos residenciales donde el arquitecto Josué Smith Solar fue uno de los primeros en comprar, edificando un pabellón de portería.[cita requerida]
Años más tarde, éste vendió ese terreno al descendiente italiano Arnaldo Falabella, exitoso empresario textil, quien en 1924 mandó a edificar su residencia al arquitecto Guillermo Mancelli, también descendiente italiano, la cual se realizó en un estilo renacentista del siglo XV quien se inspiró en la arquitectura florentina del Palacio Strozzi, de Maiano, y la del Palacio Rucellai, de Alberti, y se concluyó en 1932.
La crisis económica, hizo que Falabella se olvidara de los lujos y posteriormente el edificio estuvo en arriendo a la embajada de México en el país, hasta 1947. Tras ello, el palacio se vendió al empresario chileno Manuel Cruzat Vicuña, quien debido a los altos gastos de mantención y considerando la crisis económica existente lleva la casona a remate por donde el gobierno soviético, que necesitaba una edificación para su delegación, realiza una tentadora oferta (ofreció el doble). Sin embargo, Cruzat decidió venderlo a la comuna de Providencia, ya que su alcalde, Guillermo Martínez, habría insistido hasta convencerlo, aun con una oferta menor a la realizada por el gobierno soviético.[cita requerida]
En 1948, la alcaldía de Providencia se muda a sus instalaciones. En vista de la celebración del centenario de la comuna (1897-1997), ésta ordenó una restauración del inmueble e impulsó la puesta en valor de la sede municipal remodelando su entorno (jardines). Posteriormente, en 1998, bajo el gobierno del presidente Eduardo Frei Ruiz-Tagle, fue declarado como Monumento Histórico y su entorno como «Zona Típica».[cita requerida]
En la actualidad el inmueble continúa siendo la sede de la Municipalidad de Providencia y se mantiene de forma impecable, después de una reparación de los daños que sufrió por el terremoto de 2010.[cita requerida]